# Mila Khyèntsé Rinpoché
 (mars 2023).
Mila Khyèntsé Rinpoché (tibétain : མི་ལ་མཁྱེན་བརྩེ་རིན་པོ་ཆེ, Wylie : mi la mkhyen brtse rin po che) est un enseignant du Dzogchèn et du bouddhisme tibétain, traditions qu'il indique pratiquer depuis plus de trente ans.

## Biographie
Mila Khyentse est français d’origine, de son nom de naissance Laurent Dupeyrat. Ancien enseignant-chercheur à l'Université Paris-Sorbonne et à l’Institut national des langues et civilisations orientales, Mila Khyèntsé Rinpoché  est reconnu comme tulkou et régent-détenteur de sa lignée par le tertön Lobsang Dargye Rinpoché (tibétain : བློ་བཟང་ དར་རྒྱས་ རྒྱ་མཚོ་, Wylie : blo bzang dar rgye rgya mtsho), aussi appelé Alags Chörten tibétain : ཨ་ལགས་ མཆོད་རྟེན་, Wylie : a lags mchod rten, un maître tibétain du dzogchen et du bouddhisme tibétain, originaire de l’Amdo, dans le Tibet de l’Est. 
Engagé dans le dialogue inter-traditionnel, Mila Khyèntsé a suivi une formation universitaire d’histoire-archéologie et tibétologie et se consacre depuis vingt ans à l’adaptation et à la diffusion du dzogchèn et du bouddhisme en Occident, tout en continuant à l’enseigner en Asie où il a vécu et reçu un certain nombre de lignées d’enseignements, qu’il a mis en pratique lors de retraites solitaires.[citation nécessaire]

## Projets et activités
- Laurent Dupeyrat est membre de la direction de la société Ways & Lore[4], un cabinet de conseil présent notamment en France et en Suisse dont la slogan est Illuminating the leadership[5].
- Il est invité régulièrement par l'association suisse Esprit des Traditions, qui héberge[6] l'un des projets dont il est initiateur:
- Le projet Dzogchen Today[7], qui vise à préserver, adapter et transmettre les traditions millénaires du Dzogchen en Occident et dans le monde.
- Il intervient régulièrement dans les événements organisés par l'association française Rimé Thrinlé Ling[8].
- Il intervient comme enseignant à l'Institut Khyentsé Wangpo dont il est président d'honneur[9], et indirectement à l'Institut d'études bouddhiques[10] qui en présente les activités d'enseignement en tant que partenaire[11].
- Il est "initiateur du projet" "Ultimate Care Project"[12] qui se présente comme un « projet novateur dans la gestion de la mort et de l’accompagnement à la mort » offrant « Accompagnement spirituel [...] Accompagnement juridique [...] Accompagnement médical [...] Accompagnement des familles » et « Un centre de formation et une maison de fin de vie médicalisée, dédiés à la préparation et à l’accompagnement du moment de la mort. »

## Publications
- Introduction de L'Odyssée des Karmapas, La grande histoire des lamas à la coiffe noire, de Lama Kunsang & Marie Aubèle, (2011), Ed. Albin Michel.  (ISBN 978-2-226-22150-6)
- L’art du bien mourir dans le Bouddhisme tibétain et le Dzogchèn : la voie vers la claire lumière, in La Mort, un passage, sous la direction de Bertrand Dumas et Philippe Cornu,  (ISBN 978-2-204-12607-6)
- Articles commentaires de textes in Le bouddhisme tibétain, Le Point Références N° 63, mai-juin 2016,  (ISBN 979-10-93232-56-0) :
  - Renoncer à l'illusion
  - Le chemin vers l’Éveil selon le Mahāmudrā
  - Le socle de la Voie